# Jan I żagański
Jan I żagański (ur. ok. 1385, zm. 12 kwietnia 1439) – książę żagański z rodu Piastów; od 1401 formalne współrządy z braćmi w Szprotawie, Przemkowie, Sulechowie, połowie Głogowa, Ścinawy i Bytomia Odrzańskiego, od 1403 dodatkowo w Żaganiu, Krośnie i Świebodzinie, od 1412/1413 w wyniku podziału książę żagański, od 1413 w Przewozie.

## Życiorys
Jan I był najstarszym synem Henryka VIII Wróbla i Katarzyny opolskiej córki księcia Władysława Opolczyka.
W chwili śmierci Henryka VIII (14 marca 1397) jego synowie nie osiągnęli jeszcze wieku, który wówczas uznawano za sprawny, w związku z czym funkcję regenta w księstwie głogowsko-żagańskim objął szwagier zmarłego Ruprecht I legnicki.
W 1401 Jan I objął formalne współrządy z braćmi w Szprotawie, Przemkowie, Sulechowie, połowie Głogowa, Ścinawy i Bytomia Odrzańskiego.
Po śmierci Jadwigi legnickiej w 1403 dodatkowo włączył do wspólnych posiadłości dobra należące do jej oprawy wdowiej: Żagań, Krosno Odrzańskie i Świebodzin. W 1408 nie mogąc się doczekać wydzielenia własnej dzielnicy, zajął z pomocą Rudolfa III Żagań z przyległościami. Ostatecznie w wyniku przeprowadzonego podziału w 1412 lub 1413 otrzymał księstwo żagańskie. 
W 1413 roku do księstwa żagańskiego książę Jan przyłączył dobra w Przewozie, przez co powstał charakterystyczny tzw. „klin śląski” obejmujący posiadłości wciskające się mocno na zachód i sięgające Nysy pod Przewozem. Ten układ granicy zachodniej Dolnego Śląska przetrwał aż do 1815. 
Na zjeździe książąt śląskich w Legnicy, w 1419 odegrał dość ważną rolę, kiedy na prośbę wielu miast Dolnego Śląska wystąpił z inicjatywą stworzenia organizacji do walki z rycerzami-rozbójnikami, których regularne bandy grasowały na drogach, łupiły miasta i dobra klasztorne.
Jan I starał się wiernie wykonywać obowiązki lennika – w związku z czym w 1420 wziął udział razem z królem Zygmuntem Luksemburczykiem w wyprawie zbrojnej przeciwko husytom, zaś 28 lipca tegoż samego roku pojechał na jego koronację królewską do Pragi.
Trzy lata później Jan I uczestniczył razem z braćmi w rokowaniach toczonych między królem Zygmuntem, Krzyżakami i Piastami śląskimi w Preszburgu (Bratysława) mającymi zadecydować o wojnie z Polską i jej rozbiorze. Jednak wobec wzrastającego zagrożenia husyckiego i układu z Polską w Kieżmarku z planów tych nic nie wyszło.
Ciąg dalszy zmagań z husytami nastąpił w latach 1427–1428, kiedy razem z bratem Henrykiem IX Starszym wsparł militarnie zagrożone miasta łużyckie.
W 1429 Jan wyjechał razem z królem Zygmuntem Luksemburskim do Łucka w Wielkim Księstwie Litewskim, gdzie uczestniczył w zjeździe mającym zadecydować o sprawie koronacji księcia Witolda na króla. W tym samym czasie, w związku z rosnącą potęgą husytów, Jan zdecydował się zapłacić im wysoką kontrybucję, która miała zapewnić bezpieczeństwo jego dzierżaw.
Z czasem Jan zaczął skrycie sprzyjać ruchowi husyckiemu i jego reformackim ideałom. 19 kwietnia 1433 razem z bratem Henrykiem IX i książętami oleśnickimi wyruszył na zjazd do Kalisza, gdzie obiecał Władysławowi Jagielle udział w projektowanej husyckiej wyprawie przeciwko Krzyżakom (działania te mogły być jednakże zwykłą chęcią zabezpieczenia księstwa żagańskiego przed zniszczeniami ze strony husytów).
Po śmierci Zygmunta Luksemburskiego, Jan I stanął po stronie Albrechta Habsburga składając mu 3 grudnia 1438 roku hołd lenny we Wrocławiu. Dzięki temu poparciu Jan uzyskał od Albrechta wiele intratnych korzyści – w tym prawo bicia monety w książęcych miastach Szprotawie i Żaganiu.
Około 1408 Jan I ożenił się ze Scholastyką z Askańczyków córką Rudolfa III, księcia saskiego, z którą doczekał się czterech synów (Baltazara, Rudolfa, Wacława, oraz Jana) i sześciu córek (były to Anna żona Albrechta VIII z Lindow, Jadwiga żona Bernarda VI Bernburskiego, Małgorzata żona Volrada z Mansfeldu, potem zaś Henryka XI Śmiałego z Hohenstein, wreszcie Henryka III Brunszwickiego, oraz Barbara, Scholastyka i Agnieszka, które w związku z niewypłacalnością ojca nie wyszły nigdy za mąż).
Jan I prowadził politykę dużego ucisku fiskalnego poddanych, co doprowadziło do konfliktu z zakonem kanoników regularnych św. Augustyna z Żagania. W pewnym momencie doszło nawet do uwięzienia przez Jana opata klasztoru, za co został ukarany ekskomuniką. Z powodu tych wydarzeń w źródłach współczesnych został uznany za człowieka okrutnego, nawet skłonnego do sadyzmu, o czym miały dodatkowo świadczyć upodobania księcia opisane w "Roczniku Głogowskim", kiedy podczas stosunków miłosnych z żoną zwykł na niej "ostrzyć swe ostrogi". W końcu nie mogąc wytrzymać brutalnego traktowania Scholastyka próbowała uciec z Żagania. Została jednak pojmana i z rozkazu męża przewieziona do nowogrodzkiego zamku bez prawa powrotu do stolicy księstwa.
Jan I Żagański zmarł 12 kwietnia 1439 roku, został pochowany w nekropolii książąt żagańskich w kościele kanoników regularnych.
Scholastyka nie opuściła Nowogrodu nawet po śmierci męża, gdyż okręg ten został przyznany jej jako oprawa wdowia. Zmarła 12 maja 1461 roku.